# Hermann Braun (Schauspieler)
Hermann Braun (* 1. November 1917 in New York; † 18. Januar oder 20. Januar 1945 bei Litzmannstadt) war ein deutscher Schauspieler.

## Leben
Der in New York als Sohn des zu diesem Zeitpunkt dort verpflichteten Kammersängers Carl Braun geborene Hermann kehrte unmittelbar nach Ende des Ersten Weltkriegs mit seinem Vater nach Deutschland (Berlin) heim. Hermann Braun wurde als Fünfzehnjähriger für den Film entdeckt, als man einen jugendlichen Darsteller für die Titelrolle in der NS-Propagandaproduktion Hitlerjunge Quex suchte. Braun erkrankte jedoch schwer, und die Rolle ging an den unwesentlich älteren Jürgen Ohlsen. Braun übernahm jedoch eine Nebenrolle als Hitlerjunge in dem Film.
Wieder genesen besuchte Braun in Berlin die Schauspielschule und ging anschließend ans Stadttheater Bochum. Später fand er Beschäftigung am Kleinen Haus des Staatstheaters Berlin, unter anderem unter der Regie von Gustaf Gründgens. Als gutaussehender, blonder Schauspieler entsprach Braun im nationalsozialistischen Kino der Idealvorstellung eines Ariers. Er wurde daher vor allem in tendenziösen Stoffen eingesetzt mit Rollen zielgerichteter, bisweilen stürmischer junger Männer in Uniform.
Anfänglich spielte er überwiegend kleine Parts, seit 1937 fast nur noch Hauptrollen. Braun war ein polnischer Fähnrich in Ritt in die Freiheit, ein Obergefreiter in D III 88 und ein Unteroffizier und Flugzeugführer in Kampfgeschwader Lützow – alles Filme mit völkischer, nationalistischer oder nationalsozialistischer Tendenz. Trotz dieser scheinbar regimebejahenden Geisteshaltung verlor Hermann Braun während des Zweiten Weltkriegs seine UK-Stellung. Von wachsenden Zweifeln am NS-Regime befallen hatte er sich zu regimekritischen Äußerungen hinreißen lassen.
Der 24-Jährige wurde eingezogen und an die Front geschickt – zunächst als Ensemble-Mitglied der Berliner Soldatenbühne zur Unterhaltung von Wehrmachtsoldaten. Zuletzt musste Braun selbst zur Waffe greifen und erhielt einen Marschbefehl an die Ostfront. Braun fiel im Januar 1945 bei heftigen Gefechten nahe Litzmannstadt (Łódź).
Braun stammte aus einer künstlerischen Familie. Sein Vater Carl Braun war ein berühmter Opernsänger, seine Mutter Gertrude Botz war eine Theaterschauspielerin am Lübecker Theater, und seine Schwester Anne-Mary Braun war auch eine Schauspielerin.
Begraben auf dem Kriegsfriedhof in Joachimów-Mogiły in der Woiwodschaft Łódź.

## Filmografie
- 1933: Hitlerjunge Quex
- 1933: Der Jäger aus Kurpfalz
- 1934: Ferien vom Ich
- 1934: Punks kommt aus Amerika
- 1935: Achte mir auf aufs Gakeki (Kurzfilm)
- 1935: Traumulus
- 1936: Ritt in die Freiheit
- 1938: Jugend
- 1938: Die fromme Lüge
- 1938: Was tun, Sybille?
- 1940: Verwandte sind auch Menschen
- 1939: D III 88
- 1940: Der Fuchs von Glenarvon
- 1940: Kampfgeschwader Lützow
- 1941: Kleine Mädchen – große Sorgen